# قولبة بالحقن والنفخ

عملية الحقن والنفخ.

القولبة بالحقن والنفخ تقنية مستعملة في إعطاء أشكال لمواد مختلفة كاللدائن والزجاج. المنتجات هي أجسام فارغة من الداخل وأهمها القوارير وما شابهها.

## المبدأ

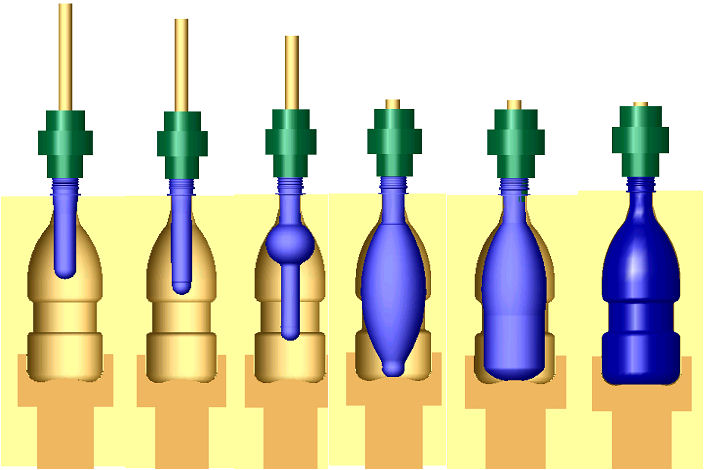
مراحل التشكيل

العملية تتمثل في دمج تقنيتين هما القولبة بالحقن وتقنية النفخ. يتم حقن المادة في قالب مشكل يعطي للمادة هيئتها النهائية. للقالب فتحة على طرفه تسمح بتمرير في الغالب هواء مضغوط الذي سيضغط بدوره على المادة لدفعها إلى أطراف القالب.

### مقالب ذات صلة
- صناعة البلاستيك